# Verónica Gómez de Posadas
Verónica Celina Inés Gómez de Posadas, (15 de julio de 1939 - 18 de abril de 1997) fue una geoquímica argentina. Se trata de una de las pioneras en el desarrollo de dicha disciplina en la República Argentina, habiendo sido la primera estudiante de grado de la Licenciatura en Geoquímica de la Universidad Nacional de La Plata.

## Trayectoria académica
Durante su carrera universitaria, Verónica Gómez de Posadas cursó simultáneamente las Licenciaturas de Geología (FCNyM) y de Química (Facultad de Ciencias Exactas) en la Universidad Nacional de La Plata. La actividad que mantuvo en ambas facultades propició la colaboración entre profesionales de la química y la geología que dio como resultado la creación de la Licenciatura en Geoquímica (FCNyM) en el año 1958. 
Durante el transcurso de su carrera de grado en Argentina, Verónica Gómez de Posadas se mudó a EEUU con su familia. Allí obtuvo un título de Master (MSc) en Geología y Geofísica en el MIT (Boston) bajo la supervisión de Patrick M. Hurley. A su vuelta a Argentina en 1971, ejerció la docencia en varias cátedras de la Facultad de Ciencias Naturales y Museo (UNLP) hasta alcanzar el cargo de Profesora Adjunta de Geoquímica, el cual ocupó hasta su fallecimiento en 1997.
Fue además uno de los miembros fundadores del Centro de Investigaciones Geológicas (CIG) de La Plata, Argentina. En reconocimiento al su legado académico, un aula de la FCNyM lleva el nombre de Verónica Gómez de Posadas. 

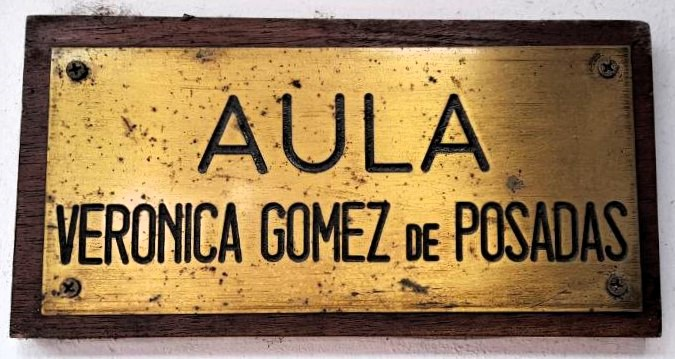
Placa conmemorativa del Aula "Verónica Gómez de Posadas"

## Algunas publicaciones
Cortelezzi, C.F., Gomez, V. 1965. Los basaltos tholeiiticos de la Perforación Nogoyá (Prov. de Entre Ríos). Aplicación de métodos químicos para determinación FeO en minerales y rocas. Acta Geológica Lilloana VI: 87 - 98.
Posadas, V.G., Kalliokoski, J. 1967. Rb-Sr ages of the Encrucijada granite intrusive in the Imataca Complex, Venezuela. Earth and Planetary Science Letters 2: 210 - 2014
Spalletti, L.A., Merodio,  J.C., de Posadas, V.G. 1982. Caracteres petrográficos y geoquímicos de las piroclastitas de la Formación Ñirihuau. Revista Asociación Geológica Argentina XXXVII: 50 - 65.
Varela, R., Dalla Salda, L., Cingolani, C., Gómez, V. 1991. Estructura, petrología y geocronología del basamento de la región del Limay, provincias de Río Negro y Neuquén, Argentina. Revista Geológica de Chile 18 (2): 147 - 163.
Dalla Salda, L.H., Franzese, J.R., de Posadas, V.G. 1992. The 1,800 Ma Mylonite-Anatectic granitoid association in Tandilia, Argentina. International Basement Tectonics Association Publication 7: 161 - 174.

## Referencias

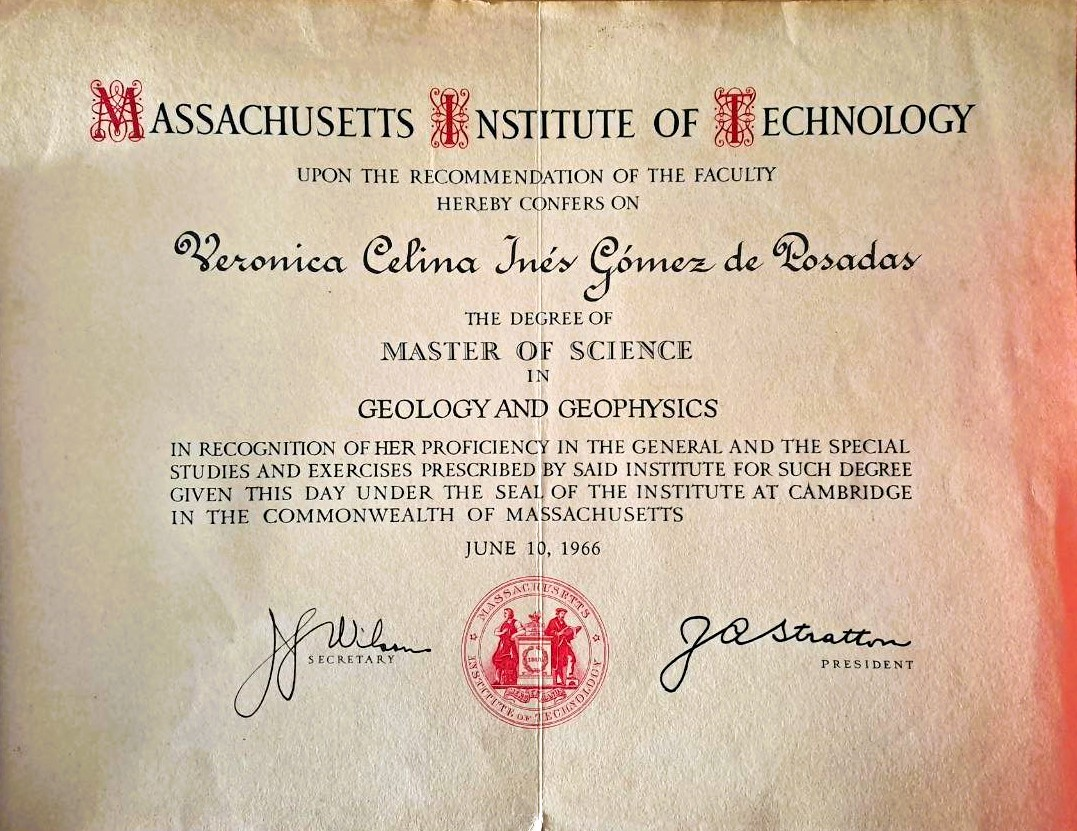
Diploma de MSc en Geología y Geofísica obtenido por Verónica Gómez de Posadas en el MIT.